# Oldenlandia adscensionis
Oldenlandia adscensionis (укр. Олденландія Вознесінська) — рослина з роду Маренові. Рослина вважається ендеміком острова Вознесіння, розташованого в Атлантичному океані за 1 600 км на захід від африканського узбережжя. 
Рідним ареалом цього виду є пустельний біом. Вважається вимерлою через втрату ареалу.